# 利伯蒂鎮區 (密蘇里州艾昂縣)
利伯蒂鎮區（英語：Liberty Township）是位於美國密蘇里州艾昂縣的一個行政鎮區。

## 地方資料
利伯蒂鎮區的面積為228.75平方千米，當中陸地面積為227.78平方千米，而水域面積為0.97平方千米。根據2020年美國人口普查的數據，當地共有人口506人，而人口密度為每平方千米2.21人。